# Hilaïra
Segons la mitologia grega, Hilaïra (en grec antic: Ἱλάειρα) va ser filla de Leucip i de Filòdice. Era una de les Leucípides.
Ella i la seva germana Febe eren sacerdotesses d'Àrtemis i d'Atena, i estaven promeses amb Idas i Linceu, els fills d'Afareu. Però Càstor i Pòl·lux, els Dioscurs, van passar per la cort de Leucip, es van enamorar d'elles i les van raptar. Idas i Linceu van tractar d'alliberar-les, però tots dos van morir a mans de Càstor i Pòl·lux. Hilaïra es va convertir en muller de Càstor. Li va donar un fill, que de vegades es diu Anògon i altres Anaxis.